# Абдалова, Алла Александровна
Алла Абдалова (настоящее имя Альбина Александровна Абдалова) (род. 19 июня 1941) — советская певица и актриса театра.

## Биография
Родилась 19 июня 1941 года.
Окончила ГИТИС, где была ученицей Марии Максаковой. Меццо-сопрано Абдаловой отличал низкий, тёплый насыщенный тембр. В годы учёбы Алла, «сероглазая певица со стройной фигурой и несоветской элегантностью», имела репутацию одной из самых одарённых студенток отделения оперетты, пробовалась в оперных партиях. В этом же театральном институте, на два курса младше Абдаловой, учился и её будущий муж Лев Лещенко. Знакомство исполнителей произошло в 1964 году на концерте, приуроченном к празднику Великого Октября.
После неудачной попытки поступить в Большой Театр была принята в Театр оперетты.
Продолжительное время пела в оркестре у Леонида Утёсова. Работала в Москонцерте.
Некоторые песни Абдалова исполняла вместе со Львом Лещенко, в том числе со сцены Колонного зала Дома Союзов. Как исполнительница участвовала в авторских вечерах Александры Пахмутовой в Колонном зале Дома Союзов.
Сохранилась и пользуется популярностью у меломанов видеозапись 1975 года совместного с мужем, Львом Лещенко, концертного исполнения песни «Старый клён».
После 1976 года, когда брак с Лещенко распался, творческая деятельность Аллы Абдаловой пошла на спад. Некоторое время она пела в церковном хоре.
Новый всплеск интереса к личности певицы возник на телевидении и в прессе уже в начале второго десятилетия XXI века: часто не по своей воле Абдалова становилась героем нескольких сюжетов на федеральных телеканалах, на сервисе YouTube вновь стали популярны её старые видеозаписи, прежде всего в дуэте с Лещенко. 24 октября 2020 года приняла участие в шоу «Секрет на миллион».

## Личная жизнь
С 1966 по 1976 год была замужем за Львом Лещенко. За студента ГИТИСА Льва Лещенко Алла после нескольких лет встреч вышла замуж на 5 курсе, в 1966 году, когда ей было уже 25. Как вспоминала в интервью для печати Абдалова, «до Лёвы у меня были мужчины, и он не достался мне девственником. Но никогда — ни до него, ни после — я так не теряла голову». Брак продлился 10 лет, и завершился разводом по требованию Абдаловой в 1976 году.
Причиной распада семьи, по утверждениям Абдаловой в печати и на телевидении, был новый роман Лещенко с Ириной Багудиной, ревность Аллы, несовпадающий гастрольный график, а также многочисленные аборты, которые Абдалова вынуждена была делать в браке из-за нежелания супруга иметь с ней потомство. Особую и непроходящую с годами боль певица испытала из-за потери двух мальчиков-близнецов. 

- Да, он иногда говорил, что надо бы родить детей. Но на деле получалось всё иначе. Забеременев, я долго думала, как быть. Меня преследовали сомнения, будем ли мы вместе и дальше. Я его спросила: «Ты меня любишь? Если да, то рожу». Он мне на это ничего не ответил. Вот я и пошла к акушерке. В другой раз опять залетела, снова спрашиваю его, что делать. А ему не до того. Он из Японии приехал, у него впечатления… Пробормотал что-то, вроде, поступай, как хочешь. По дурости, может быть, спросила врача, кого из меня выскребли. Она говорит: «Пацана». Я мужу и рассказывать не стала, что у нас родился бы сын. Потом уже ходила на аборты, не советуясь. Однажды мне врач после операции сказала: «Алла, у тебя могли бы быть два отличных мальчика. Близнецы».— 
После развода с Лещенко замуж Альбина Александровна больше не выходила, детей так и не родила, о чём впоследствии горько сожалела.
Вместе с одиночеством в жизнь Абдаловой постепенно вошли вредные привычки, усугублявшиеся с каждым годом и незаметно привёдшие её к маргинальному образу жизни. От материальной помощи Лещенко тем не менее она отказывалась.
По состоянию на 2015 год Альбина Александровна Абдалова на пенсии, уехала из своей московской квартиры, живёт у родственников в деревне.

## Творчество
В 2004 году был выпущен Audio-CD «Romantic collection. Ретро», где в исполнении Абдаловой и Лещенко звучит песня «Старый клён».
| - Песня о друге, - Надежда, - Московские окна, - Ландыши, - Королева красоты, - А снег идёт, - Вальс из к/ф «Берегись автомобиля», - Главное, ребята, сердцем не стареть - Что так сердце растревожено, - На тот большак, - Снегопад, | - Старый клён, - Как провожают пароходы, - Инструментальная пьеса из к/ф «Цыган», - Чёрный кот, - Песенка о медведях, - Наш сосед, - Стоят девчонки, - Возвращение Надежды, - Ромашки спрятались, - Когда весна… |

### Фильмография
- 1974 — «Юркины рассветы» − вокал с Л. Лещенко, песня «Обещание» (М. Фрадкин — Р. Рождественский).